# Ulexita
Ulexita  ou ulexite é um mineral, borato hidratado de sódio e cálcio, com fórmula química NaCaB5O6•5H2O) .
Foi nomeado em homenagem ao químico alemão George Ludwig Ulex  (1811 – 1883), que foi o primeiro a descobrir o  mineral, em 1850.

## Característica principais
| - Sistema cristalino: Triclínico. - Hábito: Acicular, maciço, fibroso, geralmente nodular. - Cor: Incolor, branco ou cinza. - Brilho: Vítreo, opalescente, sedoso. - Diafaneidade : Translúcido. | - Traço: Branco. - Clivagem; Perfeita. - Fratura: Irregular e desigual. - dureza: 2,5. - Densidade: 1,96 g/cm3 |

## Ocorrência e associações mineralógicas
Encontrado em regiões áridas, praias salinas  e lagos salinos ressecados. Está geralmente associado com os minerais pickeringita, nitratina, halita e glauberita Os maiores depósitos conhecidos estão nos Estados Unidos (Califórnia e Nevada), Chile (Região de Tarapacá)  e  Cazaquistão.